# Rhodometra rosearia
Rhodometra rosearia là một loài bướm đêm trong họ Geometridae.